# David Tournay
 (mars 2018).
David Tournay est un acteur français né le 28 octobre 1983 à Domont. Il est connu grâce à son rôle de "Léo" dans Foudre (série télévisée) diffusé sur France 2. David Tournay a avant tout pratiqué la boxe américaine à haut niveau avant de devenir acteur. Il est d'origine polonaise et belge. David Tournay a été nommé au 49e festival de Monte Carlo en 2009 et a remporté le prix de la meilleure fiction TV au Festival de la fiction de la Rochelle en 2007.

## Biographie

### Enfance et débuts
David Tournay est un acteur français né le 28 octobre 1983 à Domont. Il a commencé par une formation théâtrale à Miami au Actors Studio et à Paris avec Joël Buï À 15 ans seulement, David débute en tant que mannequin dans plusieurs agences connues dont une pub pour disney dans le rôle de Peter Pan. Par la suite, il a suivi des cours de théâtre au Cours Florent et la commedia dell'arte.

### Années 2000-2010
Il a commencé sa carrière de comédien à l’âge de 23 ans dans un des épisodes de la série PJ (France 2) au côté de Charles Schneider. Il a fait du Mannequinat pour plusieurs marques (Hugo Boss, Air France...).
David Tournay a été révélé au grand public en 2007 dans la série Foudre (France 2), où il interprétait l'un des rôles principaux (Léo) aux côtés de Joséphine Jobert, Charles Templon, Mouni Farro, Rémy Pollabauer. La série obtient le titre d'une des meilleurs série jeunesse en 2008 au Festival de la fiction TV de La Rochelle.
Le 9 août 2008, il participe à l'émission Fort Boyard avec ses compagnons de la série Foudre. David a aussi tourné dans Fortunes pour Arte en 2009.

### Années 2010-2018
En 2012, la 6e saison de Foudre (série télévisée) était annoncée sur France 2 mais au printemps 2012, elle est annulée par la production. La même année, l'acteur est sur scène pour la pièce de théâtre Ma première fois de Gabriel Olivares.
Il participa en 2013 au "Festival Paris TV" pour la série Foudre aux côtés de Charles Templon et Joséphine Jobert.
En 2014, il participe et joue dans la pièce de théâtre Revenir un jour de Olivier Macé. Il obtient un rôle dans Les mystères de l'amour (saison 7) diffusé sur TMC ; il joue le rôle de David. En 2016, il tourne dans le film Jack London, an american adventure de Michel Viotte. Ce documentaire a été élu par le festival Wine country festival en Californie, meilleur biographie 2017. 
En 2018, il arrête sa carrière d'acteur pour se concentrer sur d'autres projets professionnels via son compte Instagram.

### Vie privée
David est originaire de Domont , il est d'origine polonaise. Il a pratiqué le football et la boxe à haut niveau.
Il est ami avec l'actrice Joséphine Jobert.
David s'est marié fin décembre 2018, sa compagne se prénomme Elena.
David est aujourd'hui rentier et, en parallèle, il travaille également au café Vieil Ouchy à Lausanne.

## Filmographie

### Cinéma
- 2016 : Jack London, an american adventure

#### Courts métrages
- 2006 : Le Courage des racines
- 2011 : L'Embardée

#### Documentaire
- 2016 : Jack London, une aventure américaine

### Télévision

#### Séries télévisées
- 2006 : PJ
- 2007 - 2011 : Foudre : Léo Lagrange (104 épisodes)
- 2009 : Fortune (série télévisée pour ARTE)
- 2014 : Les mystères de l'amour : David

## Théâtre
- 2008 : Comedia del arte
- 2012: Ma première fois de Gabriel Olivares
- 2014 : Revenir un jour  de Olivier Macé

## Mannequin photos et publicité
- Photos: Hugo Boss
- 2005 : Air France
- 2005 :Disneyland Paris
- Photos : Salon de coiffure

## Distinctions
- Festival de la fiction TV de La Rochelle 2007 avec la série Foudre.
- Nommé au 49e Festival de Monte Carlo en 2009.